# Barinas
Barinas é um dos estados da Venezuela.

## Municípios
1. Alberto Arvelo Torrealba (Sabaneta)
2. Andrés Eloy Blanco (El Cantón)
3. Antonio José de Sucre (Socopo)
4. Arismendi (Arismendi)
5. Barinas (Barinas)
6. Bolívar (Barinitas)
7. Cruz Paredes (Barrancas)
8. Ezequiel Zamora (Santa Bárbara)
9. Obispos (Obispos)
10. Pedraza (Ciudad Bolivia)
11. Rojas (Libertad)
12. Sosa (Ciudad de Nutrias)